# 岩崎文人
岩崎 文人（いわさき ふみと、1944年8月3日 -　）は、日本近代文学研究者、広島大学名誉教授。
岡山県哲西町（現・新見市）生まれ。1967年広島大学教育学部中学校教育科卒、69年同大学院文学研究科国文科修士課程修了。広島大学教育学部助教授、1993年教授（学校教育学）。1998－2002年広島大学附属三原幼稚園・小学校・中学校長併任、2001年広島大学教育学研究科教授。2008年定年退官、名誉教授。

## 著書
- 『一つの水脈 独歩・白鳥・鱒二』渓水社 1990
- 『広島の文学』渓水社 1991
- 『原民喜 人と文学』勉誠出版 日本の作家100人 2003

### 共編
- 『近代日本文学 近代小説に描かれた女性像』共編 渓水社 1981
- 『広島県現代文学事典』編 勉誠出版 2010

## 論文
- 岩崎文人